# LLVM
LLVM (dříve zkratka pro Low Level Virtual Machine) je projekt implementující optimalizující překladač ve formě knihoven a API. LLVM je naprogramován v C++ a navržen pro compile-time, link-time, run-time a „idle-time“ optimalizace programů napsaných v libovolném programovacím jazyce. Přestože první frontend byl implementován pro C/C++, na jazyce nezávislý design (a úspěch) LLVM podnítil vznik široké škály frontendů, například pro Objective-C, Swift, D, Go, Rust, Fortran, Ada, Haskell, Java bytecode, Python, Ruby, REALBasic, ActionScript, GLSL a další.